# Sainte Famille avec sainte Dorothée
Sainte Famille avec sainte Dorothée est un tableau réalisé par le peintre italien Paul Véronèse au XVIe siècle. Cette huile sur toile de format horizontal est une peinture chrétienne qui représente la Sainte Famille en compagnie de sainte Dorothée, laquelle présente un panier de roses à l'Enfant Jésus. Anciennement dans les collections de Louis XIV puis du musée du Louvre, à Paris, en France, l'œuvre est conservée au musée des Beaux-Arts de Bordeaux, à Bordeaux.